# Bender-Tighina
Pour les articles homonymes, voir Bender.
Bender et Tighina sont les deux noms d’une même ville située sur le Dniestr, en Bessarabie, historiquement attestés et qui ont été des dénominations officielles à tour de rôle ou simultanément :
- Bender (signifiant « port » en turc) et Bendery (translittération de l'orthographe russe Бенде́ры) sont les noms officiels pour la Transnistrie[1] qui contrôle la ville de facto ; la Transnistrie est un État non-reconnu internationalement, majoritairement russophone, qui contrôle la rive gauche du Dniestr, mais aussi des portions de la rive droite ;
- Tighina[2] (Тягиня en ukrainien, Tiahiń en polonais, טיגינה Tiginh en yiddish) est l’ancien nom moldave de la ville, officiel pour la république de Moldavie dont la ville fait partie de jure, comme toute la Transnistrie selon le droit international. Toutefois, les pro-russes, considérant Tighina comme un « nom étranger donné par les impérialistes roumains » lui préférèrent Bender lorsqu’ils furent au pouvoir en Moldavie (1994-1998, 2001-2009 et 2016-2020)[3] : Bender ou Bendery dominent dans Wikidata et dans les encyclopédies numériques anglophones, et sont remis seuls en ligne dès que Tighina est aussi mentionnée[4].

## Situation
La ville est un important nœud ferroviaire et c’est pourquoi elle a été occupée par les forces russes lors de la guerre du Dniestr en 1992. Située sur la rive droite du Dniestr, Bender-Tighina est considérée de jure par le gouvernement moldave comme une municipalité autonome et ne fait pas, selon le droit moldave, partie des unités territoriales autonomes de la rive gauche du Dniestr dont le territoire est à 98 % contrôlé par la Transnistrie. Mais de facto elle se trouve sur l’une des portions de la rive droite du fleuve contrôlées par cette dernière. Dubăsari, Grigoriopol et Bender-Tighina sont les trois villes de Transnistrie ayant le plus de populations moldaves. Lors du recensement de 1989, elle abritait 130 000 habitants.

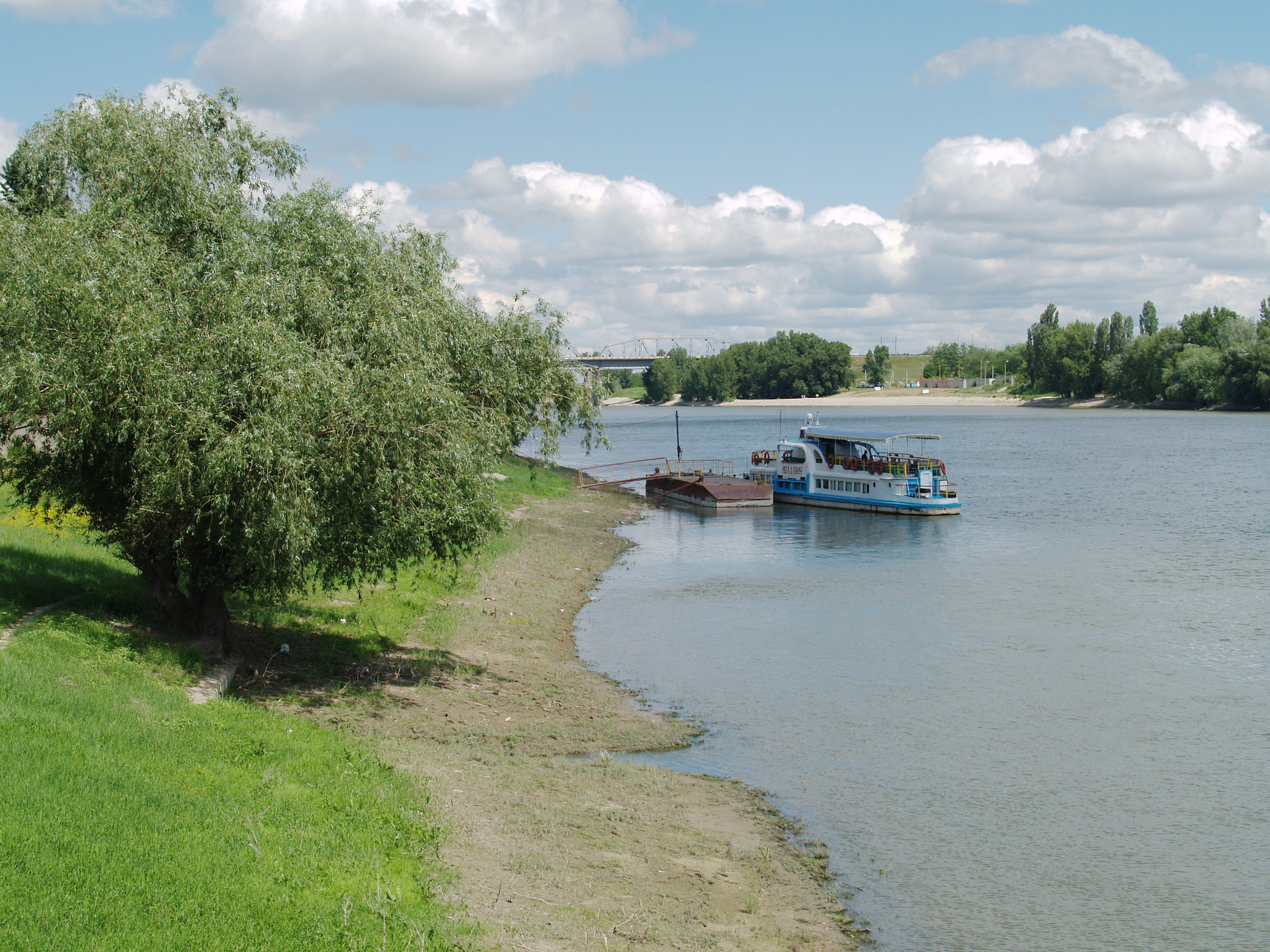
Ponton sur le Dniestr à Bender-Tighina.

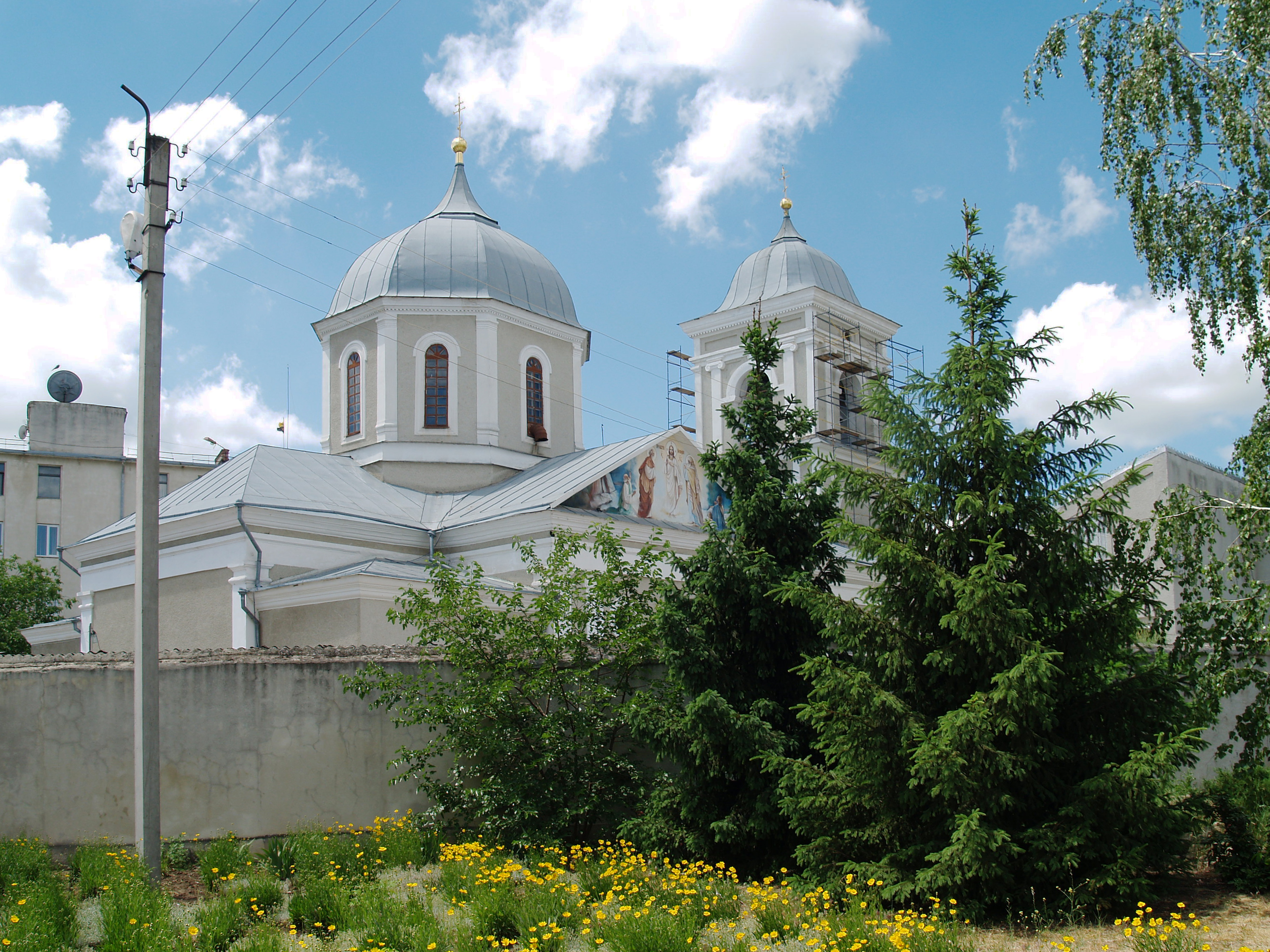
Cathédrale de la Transfiguration à Bender-Tighina.

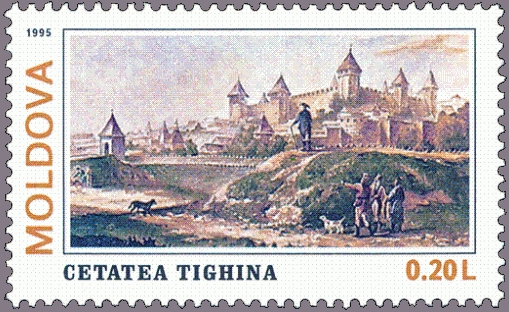
Timbre moldave figurant la forteresse médiévale de Tighina.

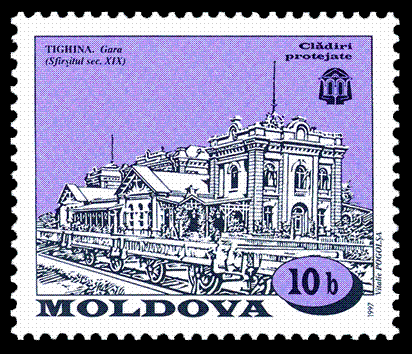
La gare de Tighina (sous ce nom) sur un timbre moldave de 1997.

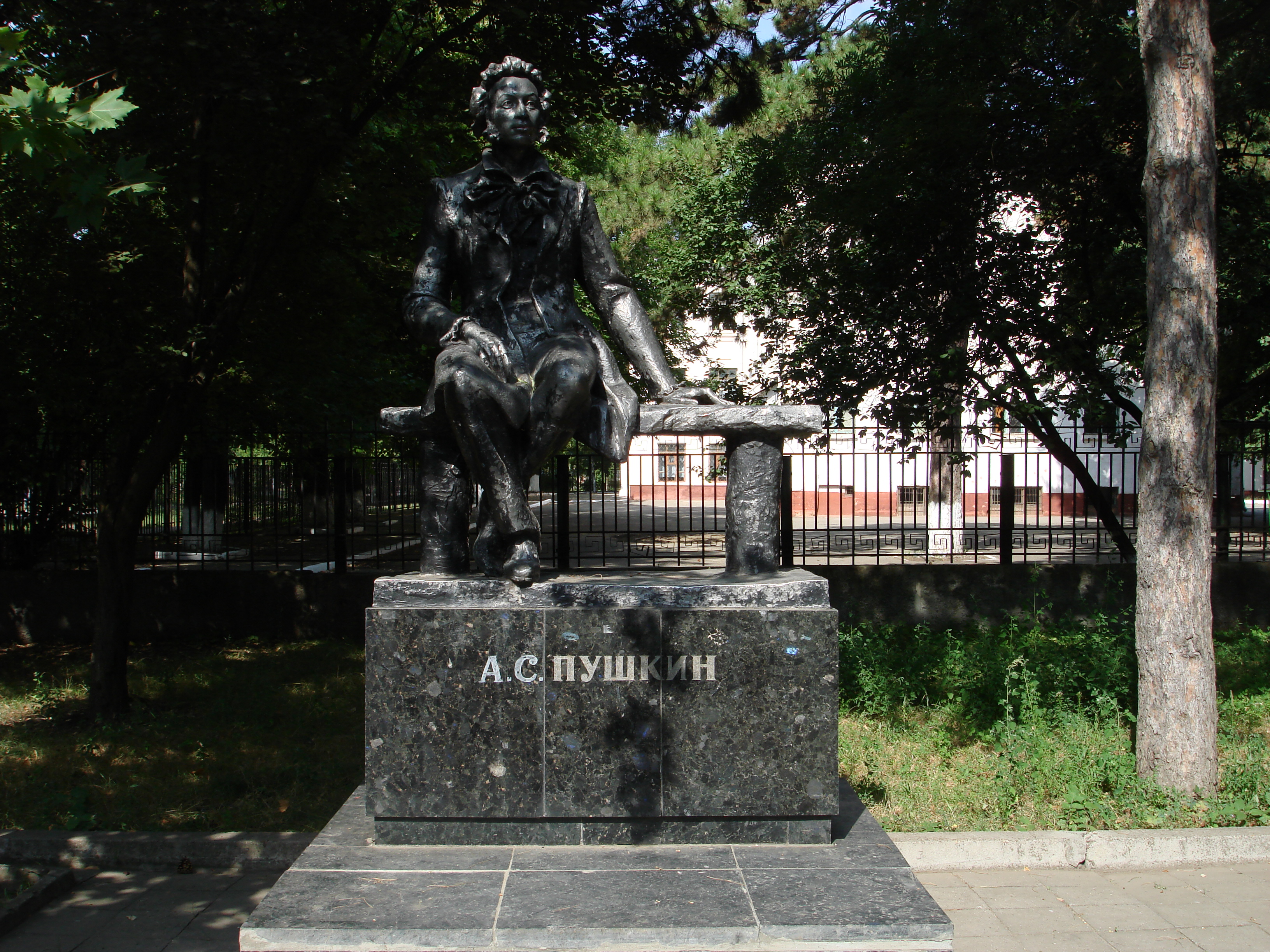
Statue d’Alexandre Pouchkine, élevée en 1980. Le grand poète russe a vécu quelque temps en Bessarabie.

## Histoire
Le site est occupé depuis le paléolithique. Au néolithique les vestiges d’un village de pêcheurs (hameçons, trous de poteaux, os de poissons, tessons de poterie…) ont été rattachés à la culture de Cucuteni-Trypillia. Proche d’un gué du Dniestr mais aussi port fluvial accessible depuis la mer Noire, le site a connu au cours des temps les Cimmériens, les Scythes, les Gètes, les Grecs antiques et les Carpes dans l’antiquité ; les Goths et les Huns dans l’antiquité tardive ; les Avars et Bulgares au VIe siècle, les Khazars au VIIIe siècle, les Russiens et les Magyars au IXe siècle, les Grecs byzantins et les Petchénègues au XIIe siècle, les Coumans et les Tatars au XIIIe siècle, les Italiens génois en 1315, les Moldaves en 1359, les Turcs en 1538, les Russes en 1812, les Moldaves en 1917, les Roumains en 1918 et les Soviétiques en 1940.
En 1538, le sultan ottoman Soliman le Magnifique conquiert la forteresse. Au XVIIIe siècle, celle-ci est agrandie, et le port est aménagé et approfondi par le prince de Moldavie Antioch Cantemir, vassal des Ottomans. En 1709, la forteresse accueille Charles XII, roi de Suède réfugié ici après l’échec de son attaque contre la Russie. Bender-Tighina tombe aux mains des Russes pendant la guerre russo-turque de 1806-1812, et est annexée avec la Bessarabie par la Russie impériale au terme du conflit, au traité de Bucarest (1812). La voie ferrée reliant Chișinău à Odessa pour écouler les productions bessarabiennes, passe par Bender-Tighina et franchit le fleuve sur un pont métallique, augmentant son importance stratégique. En 1917, pillée par les armées débandées à la suite de la révolution russe, la Bessarabie devient une République démocratique moldave qui, menacée par le traité de Brest-Litovsk où Lénine la livre aux Allemands, appelle à son secours l’armée franco-roumaine et proclame en 1918 son rattachement à la Roumanie, Tighina comprise. Craignant que les « interventionnistes impérialistes franco-roumains » n’attaquent la « patrie du prolétariat », les bolchéviks de la république soviétique d'Odessa font ensuite sauter le « pont de Bender ». Dans le cimetière de Bender-Tighina, proche de l’arc de triomphe de la ville, une plaque de marbre très dégradée porte une épitaphe dédiée à vingt-cinq soldats et officiers du 51-e régiment d’infanterie d’Avignon, tombés en 1919.
Sous l’administration roumaine, Tighina devient le siège de l’Office international Nansen pour les réfugiés qui tente de secourir les Russes blancs, anciens aristocrates, bourgeois, marchands (dont un grand nombre de juifs russes), soi-disant « koulaks », intellectuels, indépendantistes ukrainiens, anarchistes, paysans affamés qui essaient de passer le Dniestr à la nage ou sur la glace, mitraillés par les garde-frontière soviétiques, tous étant indistinctement classés comme « éléments contre-révolutionnaires ». Certains parviennent à passer, surtout de nuit, mais bien rares sont ceux qui parviennent à emporter quelque bagage, et beaucoup sont tués, noyés, ou capturés et envoyés au Goulag : parmi ceux qui s’échappent, plus d’un est rançonné par les garde-frontière roumains avant d’être pris en charge par l’Office Nansen,.
Conformément aux protocoles secrets du pacte germano-soviétique, fin juin 1940, l’URSS occupe la région et le NKVD déporte la plupart des Tighinois roumains/moldaves. Lors de l’attaque nazie contre l'URSS, l’armée du régime fasciste d'Antonescu, alliée du Troisième Reich, reprend Tighina et ce sont cette fois les juifs Benderiotes, accusés d’avoir soutenu l’occupant soviétique, qui sont déportés en Transnistrie, d’où la plupart ne sont pas non plus revenus, de sorte que la ville est sévèrement dépeuplée et ruinée lors du retour de l’Armée rouge en 1944. L'URSS récupère Tighina à l’issue de la Seconde Guerre mondiale et intègre Bender au sein de la République socialiste soviétique moldave. La ville se repeuple de Moldaves venus des campagnes affamées mais surtout de colons russes ou ukrainiens venus construire des usines, des logements et pour relever le pont.
À l’indépendance de la Moldavie à l’été 1991, les russophones de Transnistrie occupent la ville et exigent son maintien dans l'URSS, mais lors de la dislocation de celle-ci en décembre, ils font sécession et depuis, Bender-Tighina se trouve sous leur contrôle. Pendant la guerre de Transnistrie, la plupart des combats se déroulent autour de la ville et sur le pont, à 10 km de Tiraspol. Bender-Tighina est officiellement démilitarisée depuis le conflit de 1992, mais reste sous contrôle de la république moldave du Dniestr, dont les forces de police et autres ne sont pas officiellement des militaires, mais patrouillent néanmoins casquées et armées de kalachnikovs.

## Noms et enjeux modernes
Le nom autochtone médiéval de Tighina (Tигиɴa en cyrillique moldave) est d'origine slave et signifie « eau tranquille ». Il est mentionné au début du XVe siècle comme poste de douane dans un privilège accordé par le hospodar moldave Alexandre Ier de Moldavie aux marchands de Lwów (Lviv) le 8 octobre 1408. Le document est écrit en latin et la ville est appelée Teghenaccio selon l'orthographe génoise, les génois ayant eu des comptoirs en mer Noire et sur les fleuves affluents. Le nom figure aussi comme Tiahiń ou Tehinia sur les chartes polonaises du XVe siècle. Tighina est aussi le nom d'un ținut (comté) de la Principauté de Moldavie (1359-1538), qui apparaît ensuite dans des documents de la seconde moitié du XVe siècle et reste officiel au début de la période russe ("Тигина" ou "Тишиная", 1812-1836). C'est également le nom d'un județ (département) de la République démocratique moldave (1917-1918), de la Roumanie (1918-1940 et 1941-1944) et à nouveau de la Moldavie (1998-2001 sous les gouvernements non-communistes).
Le nom de Bender (turc ottoman بندر) apparaît avec l'Empire ottoman à partir de 1538. Au XVIIIe siècle, la citadelle et la ville s'appellent Tighina pour les chrétiens (moldaves, polonais, russes…) et Bender pour les musulmans (turcs et tatars). Bender dénomme aussi une raya ottomane, puis un ouïezd de la province russe de Bessarabie (1836-1917) et enfin un raion (arrondissement) de la République socialiste soviétique moldave (1940-1941 et 1944-1991), tous situés autour de la ville, qui en était le chef-lieu. Bender est seul officiel durant la période turque jusqu'en 1812, puis de 1836 à 1918 (seconde partie de la période impériale russe), en 1940-41 et 1944-1991 (période soviétique). La translittération Bendery ou Bender’ est dominante en anglais et français à l'époque soviétique et dans les périodes de gouvernance pro-russe en Moldavie (1994-1998, 2001-2009 et 2016-2020).
Depuis l'indépendance de la Moldavie en 1991, le nom de la ville est devenu un enjeu politique dans le débat autour de l'identité moldave entre pro-européens et pro-russes (ces derniers gouvernant la Transnistrie et administrant la ville). « Tighina », bien que d'origine slave, est devenu un symbole du point de vue moldave et roumain, tandis que « Bender », bien que d'origine turque, est devenu un symbole du point de vue pro-russe.
Pour les autochtones de Moldavie, utiliser Tighina c'est « respecter l'identité moldave de la Moldavie », tandis que vouloir l'exclure au profit du seul Bender est, selon eux, une « manifestation de l'influence russe et de la nostalgie de l'Union soviétique ».
C'est pourquoi, même sous la gouvernance pro-russe, de nombreux documents officiels moldaves emploient le nom moldave de Tighina. Depuis la loi no 52 du 16 mars 2023, Tighina est le seul nom officiel pour le gouvernement moldave, tandis que pour la Transnistrie c’est Bender,.

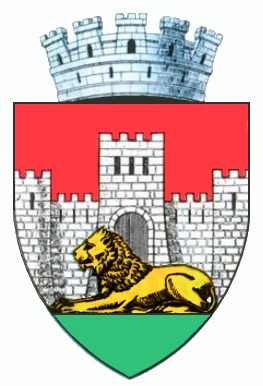
Armoiries moldaves de la ville avec le lion doré tighinois.
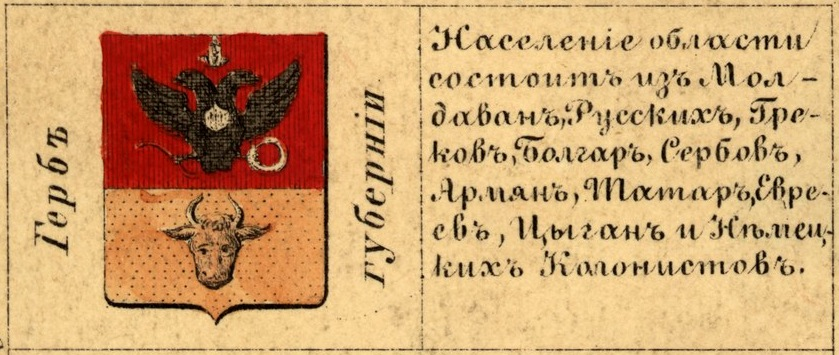
Armoiries de la Bessarabie russe entre 1812 et 1856, plaçant l'aigle bicéphale des Tzars au-dessus de la tête d'aurochs moldave[19].
Armoiries transnistriennes actuelles plaçant aussi l’aigle russe au-dessus du lion tighinois.
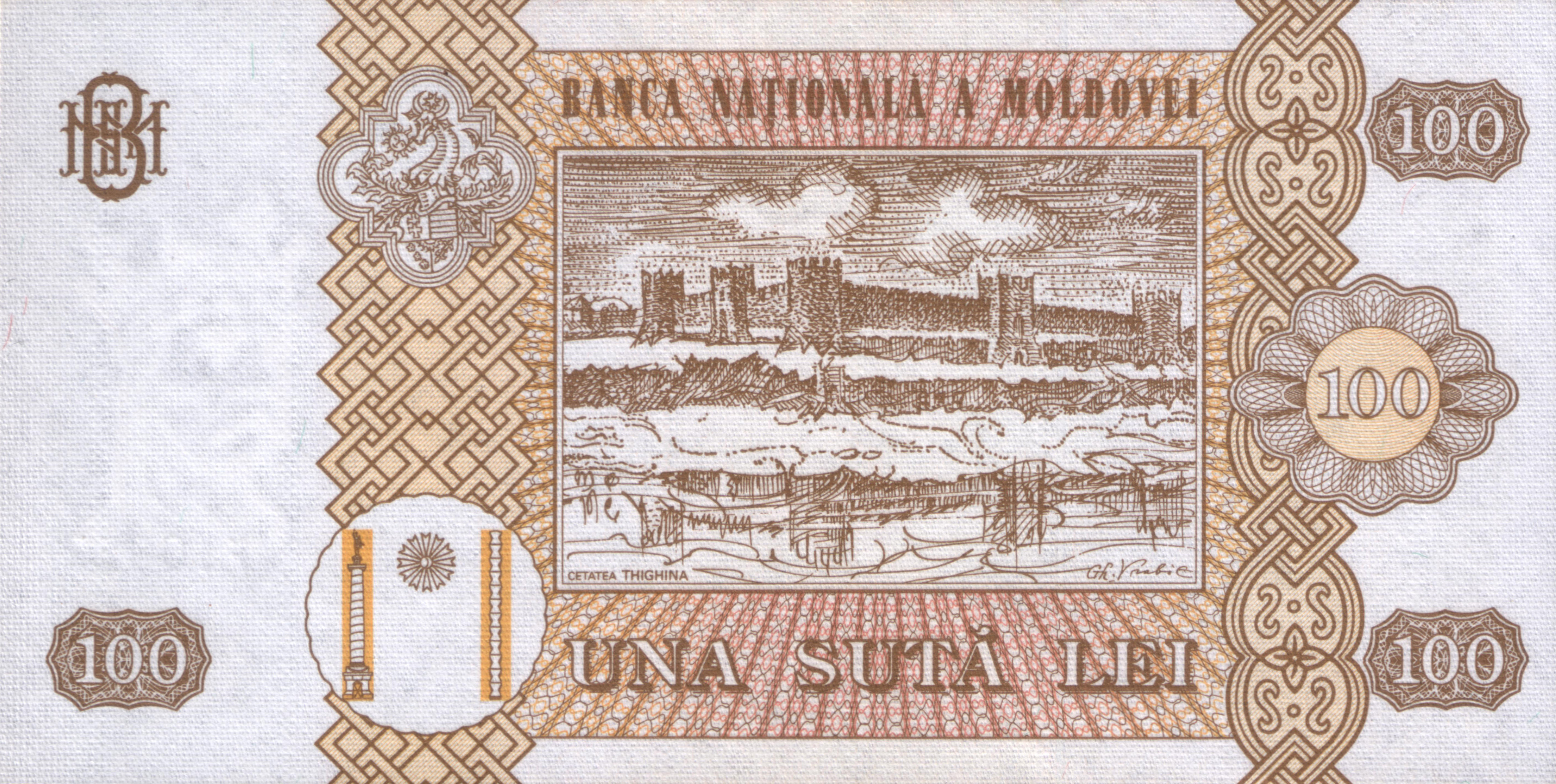
Billet moldave de 100 lei figurant la forteresse.

## Personnes célèbres
Les personnalités natives de Bender-Tighina comprennent :
- Lev Berg - zoologue et géographe russe et soviétique ;
- Tamara Buciuceanu (ro) - actrice roumaine ;
- Emil Constantinescu - ancien président de Roumanie ;
- Mikhaïl Tcherniaïev - général russe ;
- Jerzy Neyman - statisticien polonais ;
- Boris Bilinsky - costumier, chef décorateur et affichiste russe ;
- Léon Cligman - industriel et mécène français.

## Jumelage
- Beira (Mozambique)
- Cavriago (Italie)
- Dubăsari (Transnistrie)
- Montesilvano (Italie)
- Otchamtchiré (Géorgie/Abkhazie)